# 위스콘신 카드 분류 검사

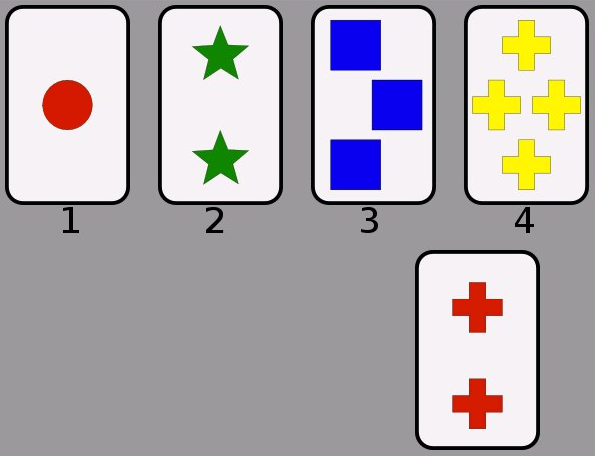
위스콘신 카드 정렬의 PEBL 컴퓨터 버전 스크린 샷
-측정 전전두엽(피질)의 집행 기능

위스콘신 카드분류검사(WCST,Wisconsin Card Sorting Test)는 세트 전환(set-shifting)에 대한 신경 심리학적 테스트이다. 즉, 강화 일정이 변경될 때 유연성을 표현할 수 있는 능력이다. WCST는 데이비드 그랜트(David A. Grant)와 이스타 버그(Esta A. Berg)가 작성했다. WCST의 전문 매뉴얼은 로버트 히튼(Robert K. Heaton), 고든 첼룬(Gordon J. Chelune), 잭 테일리(Jack L. Talley), 게리 케이(Gary G. Kay) 및 글렌 커티스(Glenn Curtiss)가 작성했다.

## 집행기능
집행기능(executive function)을 정의하는데에는 많은 인지기능이 포함되기 때문에 이를 구체적으로 정의하는 것은 쉽지 않다. 하지만 적어도 반응 및 작업기능, 계획 및 조직화 능력이 이에대한 구성개념으로 언급되고 다루어진다.

## 같이 보기
- 집행 기능
- WAIS
- WISC